# دوماغويتي
دوماغويتي (بالإنجليزية: Dumaguete) هي مدينة في الفلبين، تتبع أورينتال نيغروس، هي عاصمة أورينتال نيغروس، بلغ عدد سكانها 131٬377  نسمة، في 15 أغسطس 2015، تبلغ مساحتها 33٫62 كيلومتر مربع، رمزها البريدي هو 6200.

## الموقع
تشترك في الحدود مع:
- Valencia, Negros Oriental [الإنجليزية]‏.

## المناخ
يظهر الجدول التالي التغييرات المناخية على مدار السنة لدوماغويتي:
| البيانات المناخية لـدوماغويتي     | البيانات المناخية لـدوماغويتي | البيانات المناخية لـدوماغويتي | البيانات المناخية لـدوماغويتي | البيانات المناخية لـدوماغويتي | البيانات المناخية لـدوماغويتي | البيانات المناخية لـدوماغويتي | البيانات المناخية لـدوماغويتي | البيانات المناخية لـدوماغويتي | البيانات المناخية لـدوماغويتي | البيانات المناخية لـدوماغويتي | البيانات المناخية لـدوماغويتي | البيانات المناخية لـدوماغويتي | البيانات المناخية لـدوماغويتي |
| الشهر                             | يناير                         | فبراير                        | مارس                          | أبريل                         | مايو                          | يونيو                         | يوليو                         | أغسطس                         | سبتمبر                        | أكتوبر                        | نوفمبر                        | ديسمبر                        | المعدل السنوي                 |
| --------------------------------- | ----------------------------- | ----------------------------- | ----------------------------- | ----------------------------- | ----------------------------- | ----------------------------- | ----------------------------- | ----------------------------- | ----------------------------- | ----------------------------- | ----------------------------- | ----------------------------- | ----------------------------- |
| الدرجة القصوى °م (°ف)             | 33.7 (92.7)                   | 34.2 (93.6)                   | 34.2 (93.6)                   | 36.8 (98.2)                   | 36.2 (97.2)                   | 37.4 (99.3)                   | 36.6 (97.9)                   | 36.7 (98.1)                   | 37.0 (98.6)                   | 36.1 (97.0)                   | 34.7 (94.5)                   | 34.2 (93.6)                   | 37.4 (99.3)                   |
| متوسط درجة الحرارة الكبرى °م (°ف) | 29.0 (84.2)                   | 29.2 (84.6)                   | 30.0 (86.0)                   | 31.0 (87.8)                   | 31.7 (89.1)                   | 31.6 (88.9)                   | 31.3 (88.3)                   | 31.7 (89.1)                   | 31.5 (88.7)                   | 31.0 (87.8)                   | 30.5 (86.9)                   | 29.7 (85.5)                   | 30.7 (87.3)                   |
| المتوسط اليومي °م (°ف)            | 26.8 (80.2)                   | 26.8 (80.2)                   | 27.3 (81.1)                   | 28.1 (82.6)                   | 28.6 (83.5)                   | 28.2 (82.8)                   | 27.8 (82.0)                   | 27.9 (82.2)                   | 27.8 (82.0)                   | 27.7 (81.9)                   | 27.7 (81.9)                   | 27.2 (81.0)                   | 27.7 (81.9)                   |
| متوسط درجة الحرارة الصغرى °م (°ف) | 24.5 (76.1)                   | 24.3 (75.7)                   | 24.6 (76.3)                   | 25.2 (77.4)                   | 25.4 (77.7)                   | 24.9 (76.8)                   | 24.3 (75.7)                   | 24.2 (75.6)                   | 24.2 (75.6)                   | 24.4 (75.9)                   | 24.8 (76.6)                   | 24.8 (76.6)                   | 24.6 (76.3)                   |
| أدنى درجة حرارة °م (°ف)           | 19.3 (66.7)                   | 19.8 (67.6)                   | 19.6 (67.3)                   | 18.9 (66.0)                   | 20.7 (69.3)                   | 20.7 (69.3)                   | 19.8 (67.6)                   | 20.5 (68.9)                   | 18.0 (64.4)                   | 20.8 (69.4)                   | 20.4 (68.7)                   | 19.8 (67.6)                   | 18.0 (64.4)                   |
| معدل هطول الأمطار مم (إنش)        | 82.0 (3.23)                   | 61.4 (2.42)                   | 46.3 (1.82)                   | 53.7 (2.11)                   | 81.8 (3.22)                   | 129.7 (5.11)                  | 122.7 (4.83)                  | 110.6 (4.35)                  | 127.3 (5.01)                  | 156.7 (6.17)                  | 138.7 (5.46)                  | 107.3 (4.22)                  | 1٬218٫4 (47.97)               |
| متوسط الأيام الممطرة (≥ 0.1 mm)   | 13                            | 10                            | 8                             | 6                             | 10                            | 14                            | 16                            | 13                            | 15                            | 16                            | 14                            | 15                            | 150                           |
| متوسط الرطوبة النسبية (%)         | 83                            | 82                            | 81                            | 78                            | 78                            | 79                            | 80                            | 80                            | 81                            | 82                            | 81                            | 82                            | 81                            |
| المصدر: PAGASA                    |                               |                               |                               |                               |                               |                               |                               |                               |                               |                               |                               |                               |                               |

## أعلام
- إديث تيمبو
- مارلون مارو
- إدي روميرو
- كارمي مارتن
- مارك خافيير